# Lluís Viada i Castellà
Lluís Viada i Castellà (Mataró, 1849 - 1934) fou un destacat músic i compositor català. Va destacar com a organista i mestre de capella de la Basílica de Santa Maria de Mataró, sent una de les figures capdals en el panorama artístic de la ciutat des de finals del s. XIX i fins a la seva mort.

## Biografia
Lluís Viada i Castellà nasqué a Mataró el 17 de desembre de 1849, fill de Lluís Viada i de Salvadora Castellá, al Carrer Sant Joan; el seu avi patern era mitger, mentre l'avi matern, Salvador Castellà, era pescador. En el si de la seva família, profundament catòlica, s'hi trobaven varis sacerdots. Degut a aquest fet, Viada va voltar des de petit als entorns de la Basílica de Santa Maria de Mataró, el principal centre religiós de la ciutat, on va traçar un fort lligam amb Jaume Isern i Colomer (1798 – 1880), organista de la basílica i director de l'Escola Municipal de Música de Mataró en aquells moments. Isern el va acollir en condició d'alumne gratuït i va ser el seu mestre durant els onze anys que va durar la seva formació completa al piano, l'orgue i l'harmonia, en aquest últim cas sota el mètode d'Hilarion Eslava.

Aquesta formació de caràcter acadèmic anava acompanyada de l'estímul creatiu que deurien representar pel jove Viada les vetllades organitzades a l'entorn del domicili de Jaume Isern, Ca l'Isern (C. d'en Moles 18), en les que intel·lectuals i artistes de Mataró i de fora es congregaven en un entorn progressista i liberal. Altres alumnes destacats d'Isern, com foren Manuel Blanch Puig i Nicolau Guanyabens Giralt, també hi assistiren.

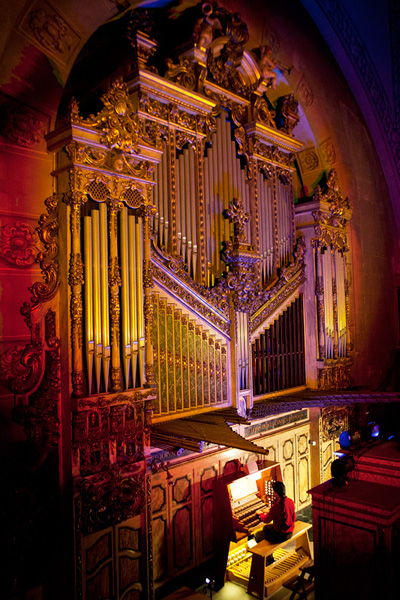
Orgue monumental de la Basílica de Santa Maria de Mataró, estrenat per Lluís Viada l'any 1926.

A partir de l'any 1877 el delicat estat de salut d'Isern li impedeix tocar més l'orgue, fet pel qual Lluís Viada el substituirà, primer provisionalment, i més endavant permanentment, tot i que no fos de manera oficial fins al 1885, guanyant-se en aquesta data la plaça que mantindria ininterrompudament fins al 1924. També des dels anys 70 va començar a substituir al seu mestre en la docència, tant a l'escola municipal com a la mateixa capella de Santa Maria. Un any més tard de guanyar la plaça d'organista titular, al 1886, va contraure matrimoni amb Eulalia Astort, veïna de Mataró, i amb qui tingué quatre fills entre el 1887 i el 1893.
L'any 1927, només un any després de l'estrena del nou orgue monumental de la Basílica de Santa Maria, va patir una malaltia no identificada que li imperdiria seguir tocant l'instrument.
Traspassà l'1 de setembre de 1934, als 84 anys, i el dia 4 d'octubre va organitzar-se un recital musical-literari en homenatge seu a la Sala Cabanyes. L'obertura i la conclusió anà a càrrec de la Senyoreta Josepa Bartomeu, una de les seves alumnes més estimades i a qui Viada va dedicar algunes de les seves obres per a piano. El comiat va continuar amb la intrevenció d'alguns dels músics mataronins més destacats de l'època, que havien actuat en formacions de cambra amb Viada, tan en cases particulars com en sales de la ciutat i rodalia, com foren la soprano Angelina Duran, el pianista Isidre Padilla o el violinista Joan Tutó.

## Obra
Segons Josep Solà i Sanfeliu, en una de les úniques referència sobre les característiques de l'obra de Viada, publicada el dia de Nadal de l'any 1924 a El Diari de Mataró:
| «                                                     | Les obres de Lluís Viada són expressió d'una rara facilitat, d'inventiva en la part melòdica i correctíssimes en l'harmònica, sense violències en els enllaços, en forma que no desmereixen en la col·lecció dels millors autors de l'època en què foren escrites. | » |
| — Josep Solà i Sanfeliu, El Diari de Mataró (MMMCDIX) | |   |

Un dels àmbits més destacats de la polifacètica obra de Viada fou el pedagògic. Donat que des dels 20 anys va començar a substituir al seu mestre, Juame Isern, no només en la intrepretació sinó també en la docència, Viada va tenir alumnes des de ben jove. Durant la seva carrera professional, però, la major part de les classes que impartiria, serien particulars, en diverses cases benestants de la ciutat. Testimoni d'aquesta activitat en són el gran nombre de petites composicions per a piano sol que escrigué per als seus alumnes, sempre adaptant-les als coneixements tècnics i al temperament de cadascun d'ells, i en alguns casos, quan aquestes eren publicades, fins i tot dedicant-les-hi.
Tot i que Viada va viure i treballar tota la seva vida a la ciutat de Mataró, sovint rebutjant càrrecs de major responsabilitat a altres punts de la geografia, la seva obra va gaudir d'una certa difusió gràcies a la publicació d'edicions impreses d'algunes de les seves peces per a piano i orgue a través de la impremta La Iberia Musical, entre d'altres. Al Fons de l'Església Parroquial de Sant Esteve d'Olot, per exemple, hi ha una obra del mataroní, dins d'una antologia de música per a orgue (ImpAu-22). A l'Arxiu Comarcal del Maresme, a la unitat 174 del fons del procurador mataroní Jose C. Tuñi i Falguera, també s'hi conserven dos impresos de l'autor, en tots dos casos, peces de caràcter ballable per a piano sol.
A més de l'obra escrita, Viada gaudia d'un talent unànimement recongut per la improvisació, que per desgràcia només ha arribat fins avui a través del testimoni dels seus contemporanis. A més d'improvisar, el mataroní podia transportar les composicions al to que convingués de manera instantània i la seva memòria musical i oïda, li permetien tocar o transcriure una obra musical tan sols havent-la sentit una vegada, fins i tot en el cas de peces d'una llargada considerable.

## El fons Lluís Viada del Museu-Arxiu de Santa Maria

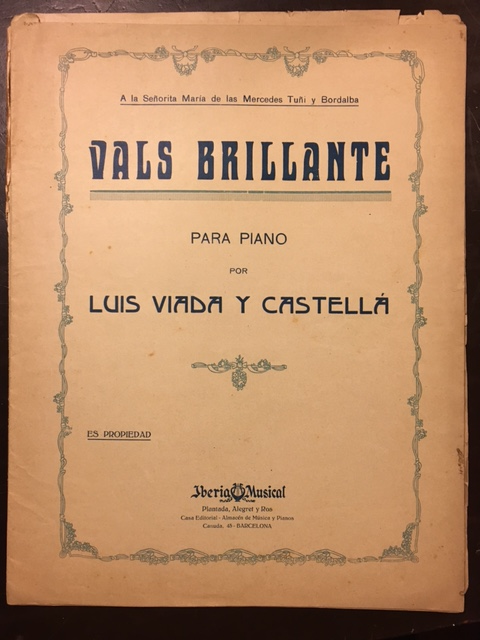
Portada de la obra Vals Brillante, per a piano sol, del mestre mataroní. Obra dedicada a la Señorita María de las Mercedes Tuñi i Bordalba.

Després de la seva mort, el fons personal de Lluís Viada va romandre a la Basílica de Santa Maria de Mataró, que l'any 1946 el va cedir per la seva gestió al Museu Arxiu de Santa Maria de Mataró (MASMM), on actualment es conserven les 163 partitures que el conformen.
El gruix principal de la seva pròpia obra compositiva en aquest fons és de temàtica i finalitat litúrgica, escrita fonamentalment per a piano o harmonium i veu/s. Entre aquest repertori destaca especialment el seu Rèquiem (Ms. 69 i 70). En comptades excepcions hi trobem peces per a una altra instrumentació, que en aquest cas anirien destinades a ser interpretades per algun dels grups de cambra en els que tocava Viada fora de la seva ocupació a la basílica. També es conserven diverses peces per a piano de caràcter ballable, com valsos, masurques i capritxos, que es correspondrien al repertori musical per a saló, tant extés a finals del segle xix.
Pel que fa a la resta del fons, la gran part el conformen tan impresos com manuscrits, reduccions per a piano d'obres de tota classe, que engloben des de música sacra fins a transcripcions d'àries d'òpera italiana, ballets o obra simfònica. Aquests documents també s'orientarien a les pràctiques del piano de saló, una manera de fer accessibles als particulars, obres de grans dimensions que en aquella època no es podien reproduir de cap altra manera. Viada sentia una especial predilecció per aquest gènere i participava en concerts públics en els que interpretava i improvisava sol o en petits conjunts sobre motius d'obres populars, com les àries d'òpera més conegudes, peces de saló o valsos d'autors cèlebres, que intercalava amb fragments menys coneguts d'altres artistes.
L'any 2010 Josep Maria Gregori i Neus Cabot van completar la catalogació d'aquest fons, la versió digitalitzada del qual es pot consultar a la pàgina web IFMuC Inventari dels Fons Musicals de Catalunya.